# Cerapoder
Cerapoda är en klad eller underordning av ordningen Ornithischia. De är en systergrupp till Thyreophora inom kladen Genasauria. De delas in antingen i två eller tre grupper. Den första av dessa grupper var Ornithopoda ("fågelfot"). Cerapoderna förenas av att de har ett tjockare lager av emalj på insidan av sina tänder i underkäken. Tänderna var ojämna efter tuggande och utvecklade vassa kammar som tillät cerapoderna att bryta ned segare växtdelar än andra dinosaurier. De andra två grupperna var Pachycephalosauria ("benskalledinosaurierna") och Ceratopsia ("hornansiktena"). De två sistnämnda kombineras ibland som Marginocephalia ("franshuvuden") på grund av sina gemensamma drag, såsom den beniga kragen de alla hade i bakhuvudet.

## Taxonomi
- Underordning Cerapoda
  - Stormbergia
  - Agilisaurus
  - Hexinlusaurus
  - Infraordning Ornithopoda
    - Familj Hypsilophodontidae*
    - Familj Hadrosauridae - (anknäbbsdinosaurierna)

  - Familj Heterodontosauridae
  - Infraordning Marginocephala

(basal Cerapoda efter Butler, 2005)